# Новомихайлівка (Кальміуський район)
Новомиха́йлівка — село в Україні, у Кальміуській міській громаді Кальміуського району Донецької області. Населення становить 50 осіб.

## Географія
На північно-східній околиці села бере початок Балка Караулова.

## Загальні відомості
Відстань до райцентру становить близько 27 км і проходить автошляхом Т 0508.
Землі села межують із територією с. Староласпа Бойківського району Донецької області.
Із 2014 р. внесено до переліку населених пунктів на Сході України, на яких тимчасово не діє українська влада.

## Населення
За даними перепису 2001 року населення села становило 50 осіб, із них 30 % зазначили рідною мову українську та 70 % — російську.